# Walt and El Grupo
Pour plus de détails, voir Fiche technique et Distribution.
Walt and El Grupo est un documentaire américain de Theodore Thomas sorti en 2008.

## Synopsis
Le voyage en Amérique Latine effectué, sur une suggestion du gouvernement américain, par Walt Disney, son épouse et seize de ses collaborateurs en 1941 se voit restitué aux travers de documents d'archives, de lettres manuscrites, souvenirs et autres témoignages,,.

## Fiche technique
Sauf mention contraire, cette fiche technique est établie à partir d'IMDb
- Titre original et français : Walt and El Grupo
- Réalisation : Theodore Thomas
- Scénario : Theodore Thomas
- Photographie : Shana Hagan
- Montage : Lisa Palattella
- Musique : James Stemple
- Effets spéciaux : Margaret Johnson, Randy E. Moore
- Production : Walt Disney, Kuniko Okubo, Mark L. Rosen
- Société de production : Walt Disney Pictures, Theodore Thomas Productions
- Société de distribution : Buena Vista Distribution Company
- Pays d'origine :  États-Unis
- Langue originale : anglais
- Format : Couleur (Technicolor) - 35 mm - 1,85:1 - Filmé en Panaflex - Son : Dolby
- Genre : Documentaire
- Durée : 106⁄107 minutes[1],[2]
- Dates de sortie : 
  -  États-Unis : 9 septembre 2008

## Distribution
- Flávio Barroso : lui-même
- Lee Blair : lui-même
- Mary Blair : elle-même
- James Bodrero : lui-même
- Lydia Bodrero : elle-même
- Harriet Burns : lui-même
- John Canemaker : lui-même
- Josefina Molina Chazarreta : lui-même
- William Cottrell : lui-même
- Jack Cutting : lui-même
- Diane Disney : elle-même
- Lillian Disney : lui-même
- Walt Disney : lui-même
- Norman Ferguson : lui-même
- Blaine Gibson : lui-même
- Juan Carlos González : lui-même
- Adolf Hitler : lui-même
- J.B. Kaufman : lui-même
- Janet Lansburgh : elle-même
- Larry Lansburgh : lui-même
- John P. Miller : lui-même
- Leticia Pinheiro : elle-même
- Franklin Delano Roosevelt : lui-même
- Andres A. Chazarreta Ruiz : lui-même
- Herbert Ryman : lui-même
- Cindy Sears : elle-même
- Ted Sears : lui-même
- Webb Smith : lui-même
- Frank Thomas : lui-même
- Jeanette Thomas : elle-même
- Charles Wolcott : lui-même